# Nowa Kachowka
Nowa Kachowka (ukrainisch Нова Каховка; russisch Новая Каховка Nowaja Kachowka) ist eine Stadt bzw. Stadtkreis mit gut 22.000–23.000 Einwohnern (2024) am linken Ufer des Dnepr in der südukrainischen Oblast Cherson. Seit Februar 2022 ist die Stadt russisch besetzt. Am 6. Juni 2023 wurde der Staudamm des Kachowkaer Dneprstausees zerstört und die Stadt überflutet.

## Geographie
Die Stadt liegt an der Europastraße E 58 zwischen Cherson im Westen und Melitopol im Osten sowie an der Eisenbahnstrecke Mykolajiw–Snihuriwka–Nowa Kachowka–Wolnowacha. Die Stadt verfügt über einen Flusshafen im Südwesten des Kachowkaer Stausees am Beginn des Nord-Krim-Kanals.

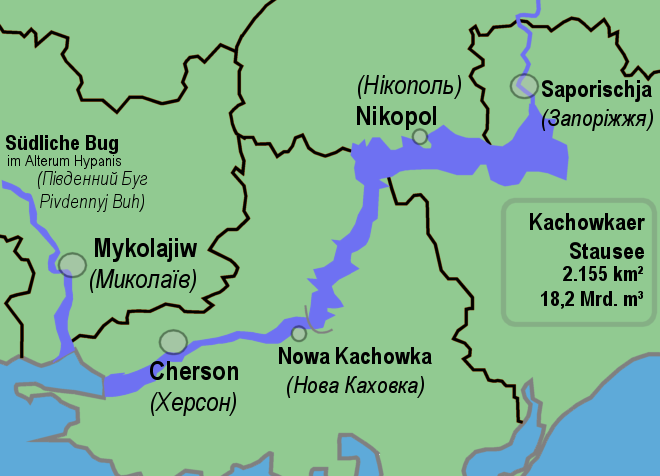
Blick auf den Kachowkaer Stausee

## Geschichte
Die Stadt erhielt am 28. Februar 1952 offiziell ihren Namen Nowaja Kachowka (Neu-Kachowka) nach der 15 km entfernten Stadt Kachowka. Sie war im Rahmen des Baues des Wasserkraftwerkes bereits seit 1950 angelegt worden, teilweise lebten hier über 100 Nationalitäten aus der gesamten Sowjetunion, die nach Fertigstellung des Baues überwiegend dablieben. Nowa Kachowka befindet sich in unmittelbarer Nähe des 1947/48 errichteten und 2023 zerstörten Staudamms des Kachowkaer Dneprstausees. An der Stelle hatte bereits seit 1891 das Dorf Kljutschowe (russisch Ключевое/Kljutschewoje) bestanden.
Wirtschaftlich sind insbesondere der Maschinenbau (Elektrotechnik) und die Energieproduktion von Bedeutung. 1961 begannen die Bauarbeiten zur Errichtung des Nord-Krim-Kanals, über den der Südwesten der Oblast Cherson und der gesamte Nordteil der Krim mit Wasser versorgt werden. Am 6. Juni 2023 wurde der Staudamm zerstört, worauf der Wasserpegel in Nowa Kachowka um 12 Meter stieg. Laut russischer Besatzung steht die Stadt unter Wasser, und der Notstand wurde ausgerufen. Die ukrainische Seite ordnete eine Evakuierung des Bezirks an.

## Verwaltungsgliederung
Am 2. Oktober 2018 wurde die Stadt zum Zentrum der neugegründeten Stadtgemeinde Nowa Kachowka (ukrainisch Новокаховська міська громада/Nowokachowska miska hromada), zu dieser zählten auch noch die Siedlung städtischen Typs Dniprjany und die Dörfer Korsunka, Nowi Laheri und Pischtschane, bis dahin bildete sie zusammen mit der Stadt Tawrijsk, der Siedlung städtischen Typs Dniprjany, den Dörfern Korsunka, Nowi Laheri, Pischtschane, Masliwka und Obrywky sowie den Ansiedlungen Rajske, Topoliwka und Plodowe (Плодове) die gleichnamige Stadtratsgemeinde Nowa Kachowka (Новокаховська міська рада/Nowokachowska miska rada) im Nordwesten des Rajons Kachowka, war jedoch kein Teil desselben, sondern direkt der Oblast unterstellt.
Am 24. Dezember 2019 kam noch die Ansiedlung Rajske mit den Dörfern Masliwka und Obrywky sowie der Ansiedlung Topoliwka zum Gemeindegebiet, am 12. Juni 2020 dann noch die Siedlung Kosazke und die Ansiedlung Wessele aus dem Rajon Beryslaw.
Seit dem 17. Juli 2020 ist sie ein Teil des Rajons Kachowka.
Folgende Orte sind neben dem Hauptort Nowa Kachowka Teil der Gemeinde:
| ukrainisch transkribiert | ukrainisch  | russisch                     |
| ------------------------ | ----------- | ---------------------------- |
| Dniprjany                | Дніпряни    | Днепряны (Dneprjany)         |
| Kosazke                  | Козацьке    | Казацкое (Kasazkoje)         |
| Korsunka                 | Корсунка    | Корсунка                     |
| Masliwka                 | Маслівка    | Масловка (Maslowka)          |
| Nowi Laheri              | Нові Лагері | Новые Лагери (Nowyje Lageri) |
| Obrywka                  | Обривка     | Обрывка                      |
| Pischtschane             | Піщане      | Песчаное (Pestschanoje)      |
| Rajske                   | Райське     | Райское (Raiskoje)           |
| Topoliwka                | Тополівка   | Тополевка (Topolewka)        |
| Wessele                  | Веселе      | Весёлое (Wessjoloje)         |

## Söhne und Töchter der Stadt
- Serhij Bebeschko (* 1968), Handballspieler und -trainer
- Wladyslaw Piskunow (* 1978), Hammerwerfer
- Natalija Pyhyda (* 1981), Sprinterin
- Juliana Fedak (* 1983), Tennisspielerin
- Anastassija Mochnjuk (* 1991), Siebenkämpferin
- Anhelina Kalinina (* 1997), Tennisspielerin
- Hlib Piskunow (* 1998), Hammerwerfer